# Rape (Sussex)

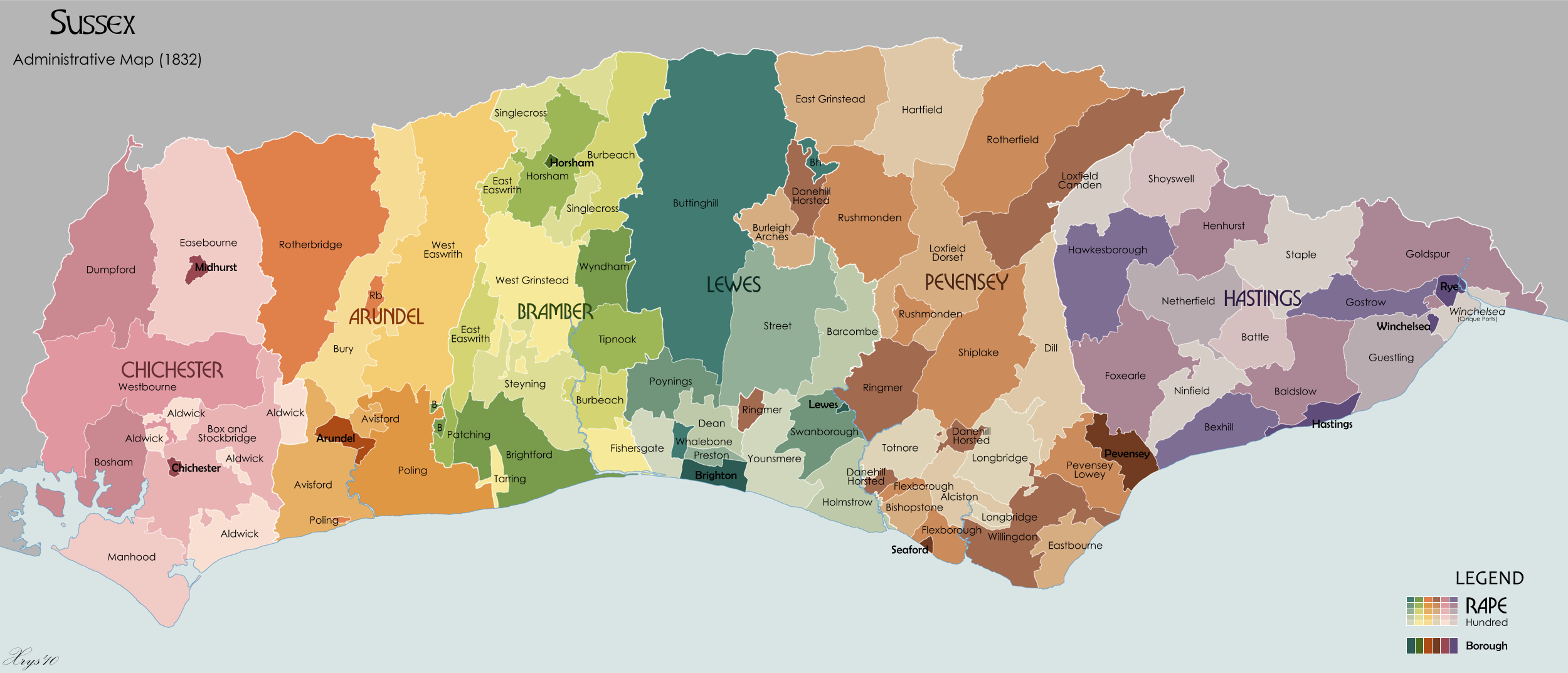
Karte von Sussex im Jahr 1832, auf der die sechs Rapes erkennbar sind

Rape ist die traditionelle Bezeichnung für die politischen Untergliederungen der englischen Grafschaft Sussex. Der Herkunft der Struktur ist nicht bekannt, scheint aber auf die Zeit vor der normannischen Eroberung Englands zurückzugehen. Die Herkunft des Begriffs ist umstritten. Jedes Rape war wiederum in mehrere Hundertschaften aufgeteilt.
Zur Zeit der normannischen Eroberung gab es vier Rapes: Arundel, Lewes, Pevensey und Hastings. Der Rape Arundel umfasste Sussex westlich des Flusses Adur. Zur Zeit des Domesday Books hatte Wilhelm der Eroberer den Rape of Bramber aus Teilen von Arundel und Lewes geschaffen, so dass die Mündung des Adur besser verteidigt werden konnte.
Die Herren der Rapes zur Zeit der Thronbesteigung Heinrichs I. im Jahr 1100 waren:
- Robert of Bellême, 3. Earl of Shrewsbury, für Arundel (1102 beschlagnahmt und von der Krone unmittelbar regiert[4])
- Wilhelm, Graf von Mortain, Roberts Neffe, für Pevensey (1102 beschlagnahmt und an Gilbert de l’Aigle gegeben[5])
- William de Warenne, 2. Earl of Surrey, für Lewes
- Heinrich I., Graf von Eu, für Hastings, und
- Philip de Braose, 2. Lord of Bramber für Bramber[6]

Zwischen 1250 und 1262 wurde der Rape von Chichester aus der westlichen Hälfte von Arundel geschaffen. Seit dieser Zeit war Sussex – von West nach Ost – in die Rapes Chichester, Arundel, Bramber, Lewes, Pevensey und Hastings aufgeteilt.
Jedes Rape war nun um eine Burg zentriert, ist als militärischer Bezirk zur Unterstützung der Burg zu sehen, und hatte einen eigenen Sheriff. Jedes Rape war ein Landstreifen von Norden nach Süden, von der Grenze zu Surrey und Kent bis zum Ärmelkanal. Arundel Castle, Bramber Castle und Lewes Castle beherrschten die Flüsse Arun, Adur bzw. Ouse, Chichester Castle, Hastings Castle und Pevensey Castle beherrschten die Küste.
Siehe auch: Lathe (Kent)